# بیانچی
بیانچی (به ایتالیایی: Bianchi) یک کومونه در ایتالیا است که در استان کزنتزا واقع شده‌است.

## خصوصیات
بیانچی ۳۲ کیلومترمربع مساحت و ۱٬۵۴۳ نفر جمعیت دارد.